# Françoise Mbango Etone
Françoise Mbango Etone (Yaoundé, 14 aprile 1976) è una triplista e lunghista camerunese naturalizzata francese, campionessa olimpica di salto triplo ad Atene 2004 e Pechino 2008.

## Biografia
Françoise Mbango Etone è la prima atleta del Camerun ad aver conquistato almeno una medaglia ai Giochi olimpici, ai Campionati del mondo ed ai Giochi del Commonwealth.
La sua prima medaglia in una manifestazione di rilievo la conquista nel 2001 ai Mondiali di Edmonton, in Canada, con la misura di 14,60 m. L'anno successivo arrivano anche l'argento ai Giochi del Commonwealth e un doppio oro ai Campionati africani, dove oltre alla sua specialità, il salto triplo, conquista il primo posto anche nella finale di salto in lungo.
Nel 2003 apre la stagione con l'argento ai Mondiali indoor di Birmingham. Argento che la Mbango Etone bissa ad agosto ai Mondiali di Saint-Denis, con una notevole misura di 15,05 m.
Il momento più alto della carriera sportiva della Mbango Etone arriva alle Olimpiadi di Atene, dove conquista l'oro con un balzo di 15,30 m. Dopo alcuni anni di anonimato, torna a Pechino alle Olimpiadi del 2008 e riesce nell'impresa di bissare il titolo olimpico di salto triplo di quattro anni prima; la misura che le garantisce l'oro è di 15,39 m, nuovo record olimpico ed africano, nonché seconda misura al mondo di sempre ad 11 cm dal record mondiale di Inesa Kravec'.
Nel 2010 acquisisce la cittadinanza francese, ottenendo così l'autorizzazione a prendere parte alle gare internazionali con la nazionale transalpina.

## Record nazionali

### Seniores
Record nazionali camerunesi
- Salto in lungo: 6,55 m ( Johannesburg, 16 settembre 1999)
- Salto in lungo indoor: 6,13 m ( Mondeville, 1º febbraio 2003)
- Salto triplo: 15,39 m ( Pechino, 17 agosto 2008)
- Salto triplo indoor: 14,88 m ( Birmingham, 15 marzo 2003)

## Palmarès
| Anno                            | Manifestazione          | Sede         | Evento         | Risultato      | Prestazione | Note                                     |
| ------------------------------- | ----------------------- | ------------ | -------------- | -------------- | ----------- | ---------------------------------------- |
| In rappresentanza del Camerun   |                         |              |                |                |             |                                          |
| 1996                            | Campionati africani     | Yaoundé      | Salto triplo   | Bronzo         | 12,51 m     |                                          |
| 1998                            | Campionati africani     | Dakar        | Salto triplo   | Argento        | 13,80 m     |                                          |
| 1998                            | Giochi del Commonwealth | Kuala Lumpur | Salto triplo   | Argento        | 13,95 m     |                                          |
| 1999                            | Mondiali                | Siviglia     | Salto triplo   | 13ª            | 14,12 m     |                                          |
| 1999                            | Giochi panafricani      | Johannesburg | Salto in lungo | Argento        | 6,55 m      | Record nazionale                         |
| 1999                            | Giochi panafricani      | Johannesburg | Salto triplo   | Oro            | 14,70 m     | Record dei Giochi                        |
| 2000                            | Campionati africani     | Algeri       | Salto triplo   | Argento        | 13,87 m     |                                          |
| 2000                            | Giochi olimpici         | Sydney       | Salto triplo   | 10ª            | 13,53 m     |                                          |
| 2000                            | Giochi olimpici         | Sydney       | 4×100 m        | Batteria       | 45"82       |                                          |
| 2001                            | Mondiali                | Edmonton     | Salto triplo   | Argento        | 14,60 m     |                                          |
| 2002                            | Giochi del Commonwealth | Manchester   | Salto triplo   | Argento        | 14,82 m     |                                          |
| 2002                            | Campionati africani     | Tunisi       | Salto in lungo | Oro            | 6,68 m      |                                          |
| 2002                            | Campionati africani     | Tunisi       | Salto triplo   | Oro            | 14,95 m     |                                          |
| 2003                            | Mondiali indoor         | Birmingham   | Salto triplo   | Argento        | 14,88 m     | Record nazionale                         |
| 2003                            | Mondiali                | Saint-Denis  | Salto triplo   | Argento        | 15,05 m     | Record africano                          |
| 2004                            | Mondiali indoor         | Budapest     | Salto triplo   | 6ª             | 14,62 m     |                                          |
| 2004                            | Giochi olimpici         | Atene        | Salto triplo   | Oro            | 15,30 m     |                                          |
| 2008                            | Campionati africani     | Addis Abeba  | Salto triplo   | Oro            | 14,76 m     | Miglior prestazione personale stagionale |
| 2008                            | Giochi olimpici         | Pechino      | Salto triplo   | Oro            | 15,39 m     | Record olimpico                          |
| 2009                            | Mondiali                | Berlino      | Salto triplo   | Qualificazione | nm          |                                          |
| In rappresentanza della Francia |                         |              |                |                |             |                                          |
| 2012                            | Europei                 | Helsinki     | Salto triplo   | 8ª             | 14,19 m     |                                          |

## Altre competizioni internazionali
2001
- Bronzo alla Grand Prix Final ( Melbourne), salto triplo - 14,47 m

2002
- 8ª in Coppa del mondo ( Madrid), salto in lungo - 6,06 m
- Oro in Coppa del mondo ( Madrid), salto triplo - 14,37 m

2003
- Bronzo alla World Athletics Final ( Monaco), salto triplo - 14,83 m

2004
- Oro alla World Athletics Final ( Monaco), salto triplo - 15,01 m

2008
- 4ª alla World Athletics Final ( Stoccarda), salto triplo - 14,50 m